# Siganus argenteus
Siganus argenteus är en fiskart som först beskrevs av Jean René Constant Quoy och Joseph Paul Gaimard 1825.  Siganus argenteus ingår i släktet Siganus och familjen Siganidae. Inga underarter finns listade i Catalogue of Life.